# Luise Löwenfels

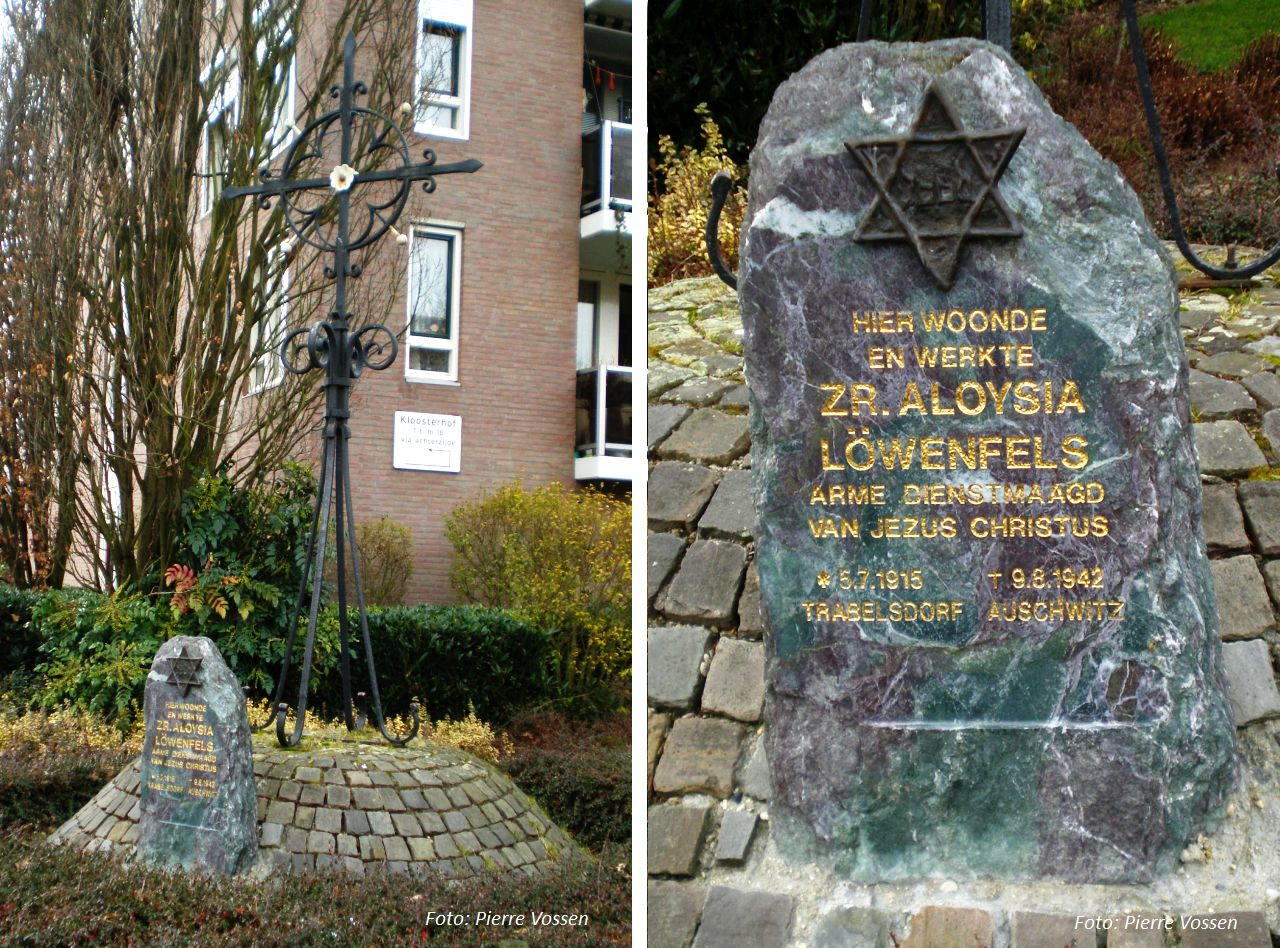
Monument Luise Löwenfels in de Geenstraat in Geleen bij het voormalige klooster.

Luise Löwenfels, ook wel Aloysia Löwenfels genaamd (Trabelsdorf, 5 juli 1915 – Auschwitz-Birkenau, ca. 9 augustus 1942), was een joods-katholieke kloosterzuster. Zij werd bekend doordat zij ze tijdens de Tweede Wereldoorlog, ondanks dat ze een tot het katholicisme bekeerde Jodin was, slachtoffer werd van het naziregime.

## Haar jeugd in Duitsland
De als Jodin geboren Luise volgde lager onderwijs op de rooms-katholieke school in haar geboortedorp Trabelsdorf. Toen zij tien was, overleed haar vader. Op de RK-school kwam ze in aanraking met het katholieke geloof en haar katholieke vriendinnetjes. Ze voelde zich zeer aangetrokken tot het katholieke geloof en bezocht, zeer tot ongenoegen van haar familie, regelmatig de katholieke kerk in haar dorp en nam deel aan de daar gehouden missen. Ze werd door haar moeder en broers hiervoor bestraffend toegesproken en werd later, toen ze maar niet wilde gehoorzamen, als afvallige door haar familie verstoten.
Ze zocht haar toevlucht in kloosters in de buurt, maar door de in de jaren 1930 ingestelde joodse wetten, moest ze vaak van onderkomen veranderen. Daarom dook ze uiteindelijk onder in een klooster in Mönchengladbach. Daar werd ze op 25 november 1935 gedoopt en kreeg daarbij de naam Maria Aloysia.

## Naar Nederland
Onder de dreigende opkomst van het Duitse naziregime zouden vele joden Duitsland en het lag in de bedoeling dat Aloysia naar Engeland zou gaan. Zo ver kwam het echter niet, ze koos uiteindelijk voor Nederland en wel voor het vlak over de Nederlands-Limburgse grens gelegen klooster van de Arme Dienstmaagden van Jezus Christus in Lutterade, mede omdat deze zusters een Duitse achtergrond hadden als uitgewekenen uit Duitsland vanwege de Kulturkampf in de 19e eeuw.
Na een kort verblijf in Groesbeek maakte ze in maart 1936 haar definitieve intrede bij de zusters aan de Geenstraat in Geleen-Lutterade. In december 1937 trad ze in als postulante en in september 1940 legde ze haar eerste geloften af. Ze werd in het klooster aangesteld als kleuterleidster van het schooltje van de zusters.

## Oorlog en deportatie
Al spoedig na het uitbreken van de oorlog liet de bezetter zijn ware gezicht zien, zuster Aloysia mocht geen les meer geven en zij werd verplicht een Jodenster te dragen. Een verzoek om naar Amerika te emigreren naar haar eerder daarheen gevluchte familie, waaronder haar moeder en broer, werd afgewezen. Ook een verzoek om de vóór 1941 tot het christendom bekeerde Joden te vrijwaren van vervolging werd afgewezen. Toen Luise in het voorjaar van 1942 een bericht kreeg van het overlijden van haar moeder, zei ze: Nu heb ik niemand meer! Een door de Nederlandse bisschoppen gedane oproep aan de Duitsers om de anti-Joodse maatregelen te staken had op de Duitsers een averechts effect. Op 2 augustus werden alle tot het katholieke geloof bekeerde Joden gearresteerd en weggevoerd. Ook bij het klooster in de Geenstraat meldde zich die ochtend een overvalwagen met enkel SS'ers en een plaatselijke politieagent en werd zuster Aloysia gedwongen om mee te gaan, dit ondanks protest van de overste.
Samen met vele andere katholieke Joden, onder wie ook de eveneens naar Nederland gevluchte kloosterzuster karmelietes Teresia Benedicta van het Kruis, meer bekend als Edith Stein uit Echt en ook haar zuster Rosa Stein, werden zij afgevoerd naar het kamp Amersfoort en vervolgens naar Westerbork. Op 7 augustus werden deze alle gedeporteerd naar Auschwitz-Birkenau waar zij alle vrijwel zeker meteen na aankomst werden vergast op 9 augustus 1942. Zuster Aloysia stierf aldus op 27-jarige leeftijd.
Op 5 oktober 1942, ruim twee maanden na de deportatie van zuster Aloysia, brandde het klooster van de zuster in Geleen bijna geheel af door een bombardement van de Geleen en de mijn Maurits door de geallieerden. De zusters lieten het klooster herbouwen in 1950, maar in de jaren 1980 werd het gesloopt en vervangen door nieuwbouw. De zusters hebben nog altijd een communiteit in Geleen en zetten zich in voor opvang van vluchtelingen.

## Monument
Opmerkelijk is dat de medenovicen van zuster Aloysia haar een vrome zuster noemden die zich al vroeg bewust was van het verschrikkelijke lot dat haar te wachten stond. Op initiatief van de zusters in de Geenstraat werd in 2006 op een locatie dicht bij het vroegere klooster een monument onthuld ter herinnering aan zuster Aloysia. Dit monument bestaat uit het dakkruis dat is overgebleven van de torenspits van de vroegere kloosterkapel met aan de voet daarvan een gedenksteen met opschrift.

## Zaligverklaring
In 2015 heeft de apostolische administrator van het Duitse bisdom Limburg de diocesane fase van het zaligverklaring proces van Luise Löwenfels geopend. Voor dit proces is een tribunaal ingesteld dat een onderzoek zal verrichten naar het leven van Luise Löwenfels (Zuster Maria Aloysia). Onderzocht wordt of ze wellicht kan worden aangemerkt als martelares. Het tribunaal staat onder leiding van de Duitse jezuïet Georg Schmidt. Daarin hebben tevens ook enkele priesters namens het bisdom Roermond zitting.